# Arnold Kellerhals
Arnold Kellerhals (* 1905; † 19. Juli 1975) war ein Schweizer Verwaltungsdirektor.

## Leben

### Familie
Arnold Kellerhals war der Sohn von Otto Kellerhals (* 20. Mai 1870 in Aarwangen; † 24. April 1945 in der Domäne Witzwil bei Ins), Strafanstaltsdirektor der Anstalten Witzwil und dessen Ehefrau Anna (* 1871; † 4. September 1966), Tochter des Regierungsrats Alfred Scheurer und die Schwester von Bundesrat Karl Scheurer; seine Mutter war ebenfalls in den Anstalten Witzwil als Mitarbeiterin beschäftigt und redigierte die Hauszeitschrift Unser Blatt. Seine Brüder waren:
- Hans Kellerhals, Direktor der Anstalten Witzwil.
- Otto Kellerhals, Direktor der Eidgenössischen Alkoholverwaltung;
- Rudolf Kellerhals, Fürsprecher und Präsident der Rekurskommission;

Er war verheiratet mit Marthe (geb. Leutwyler), gemeinsam hatten sie mehrere Kinder.
Er wurde auf dem Friedhof in Madretsch beigesetzt.

### Werdegang
Arnold Kellerhals war erst Direktor der Firma Berneralpen Milchgesellschaft in Stalden-Konolfingen, deren späteres Markenzeichen die Bärenmarke wurde, bevor er 1951 die Aufgabe des Verwaltungsdirektors im Spitalzentrum Biel übernahm. In dieser Aufgabe war beteiligt an der Verlegung der chirurgischen Abteilung aus dem alten Pasquart-Krankenhaus in Beaumont in das neue Gebäude, der vollständige Umbau und die Erweiterung des Nadenbousch-Pavillons, in dem die Abteilung für Geburtshilfe und Gynäkologie untergebracht werden sollte, sowie den Bau des Sekretariats. Bei all diesen Aufgaben fand er Lösungen bei den Schwierigkeiten der Finanzierung von Bau- und Betriebskosten. Er war auch der Initiant der für die Bediensteten eingerichteten Pensionskasse.
1969 trat er in den Ruhestand, blieb aber als Mitglied der Kommission der Pensionskasse für das Spitalpersonal in engem Kontakt mit der Verwaltung.

### Gesellschaftliches Wirken
Arnold Kellerhals war von 1942 bis 1951 als Staatsvertreter in der Sekundarschulkommission Grosshöchstetten.
1942 bewarb er sich für den Amtsbezirk Konolfingen als freisinniger Kandidat für den Grossrat.
1944 wurde er zum Hauptmann in der Schweizer Armee befördert.
1948 trat er von seinem Amt als Synodalrat zurück, in das er 1946 gewählt worden war.
Bis 1957 war er Mitglied der Direktion der Friederika-Stiftung in Walkringen.
Er war bis 1973 Staatsvertreter im Vorstand der Familien-Kinderheime Hoffnung in Konolfingen und Wattenwil.